# Aeroporto Internacional Del Rio
Aeroporto Internacional Del Rio (IATA: DRT, ICAO: KDRT, FAA LID: DRT) está a duas milhas a noroeste de Del Rio, no condado de Val Verde, no Texas. É usado para a aviação geral e está perto da Base da Força Aérea de Laughlin. É constantemente usado por estudantes da USAF.

## Instalações
O Aeroporto Internacional Del Rio cobre 268 acres (108 ha) em uma elevação de 1.002 pés (305 m). É uma pista, 13/31, é 6,300 por 100 pés (1.920 x 30 m) de asfalto. Em 2010, o aeroporto tinha 15.357 operações de aeronave, uma média de 42 por dia: 83% de aviação geral, 9% de companhia aérea e 8% de táxi aéreo. 42 aeronaves baseavam-se no aeroporto: 79% de motor único, 12% de motor multi-motor e 9% de helicóptero. Os registros da Administração Federal de Aviação dizem que o aeroporto teve 16.028 embarques de passageiros (embarques) no ano civil de 2008, 13.436 em 2009 e 13.180 em 2010. O Plano Nacional de Sistemas Aeroportuários Integrados para 2011-2015 classificou-o como um aeroporto de serviço comercial primário (mais de 10.000 embarques por ano).
O aeroporto pertence à cidade de Del Rio. Um conselho consultivo de sete membros, nomeado pela Câmara Municipal, monitora o desenvolvimento e as operações do aeroporto. O terminal tem espaço contábil para acomodar duas companhias aéreas. A Unidade de Patrulha A do Departamento de Segurança Pública do Texas (DPS) possui uma estação no aeroporto. Os projetos futuros incluem uma torre de controle do aeroporto, hangares corporativos e lotes de estacionamento adicionais.
A FedEx possui um centro de expedição no limite norte do aeroporto. Eles servem Del Rio com duas Cessna 208 Caravanas com serviço diário para San Antonio. A Ameriflight opera Beechcraft 1900 com serviço diário para o Aeroporto Internacional de San Antonio em nome do United Parcel Service.[carece de fontes?]

## Serviços aéreos

### Do serviço corrente
Atualmente, não há nenhuma companhia aérea que voe para o Aeroporto Internacional Del Rio. A cidade de Del Rio e American Airlines estão trabalhando juntas para começar a American Eagle Airlines, a divisão regional da American Airlines, servindo o Aeroporto Internacional de Dallas/Fort Worth. O início desse serviço tornaria mais fácil o vôo para dentro e para fora de Del Rio, pois permitiria que os passageiros comprassem um bilhete e não precisassem deixar a área segura do DFW para mudar os aviões.[carece de fontes?]

### Ex-serviço de
O Texas Sky Airlines, operado pela Contour Aviation, agendou um voo diário entre o Aeroporto Internacional de Del Rio e o Aeroporto Internacional de Dallas / Fort Worth, utilizando uma aeronave British Airbus Aeroespacial Jetstream. O serviço funcionou entre maio e novembro de 2017.
A partir de 7 de junho de 2012, até abril de 2013, a ExpressJet, operando como a United Express, serviu o Aeroporto Internacional Del Rio para a United Airlines com as ERJ-145 de Embraer voando sem parar para o Aeroporto Intercontinental de Houston. A rota já havia sido movida usando turbo propulsores. A Continental Connection havia servido o Del Rio antes da fusão da Continental Airlines com a United Airlines. O serviço de Conexão Continental sem parar para Houston Intercontinental foi operado pela Colgan Air com Saab 340s.
Del Rio foi servido no final da década de 1940 e no início dos anos 50 pela Trans-Texas Airways Douglas DC-3s para El Paso, Houston, San Antonio e outras cidades do Texas. Outras companhias aéreas de passageiros de Del Rio incluíam a Lone Star Airlines (que operava também como Aspen Mountain Air), Texas National Airlines, Alamo Commuter Airlines, Amistad Airlines e Wise Airlines.